# 伊丽莎韦塔·蒂什申科
伊丽莎韦塔·蒂什申科（1975年2月7日—）出生在基輔，是俄羅斯的退役排球運動員，多次代表俄羅斯參與國際賽事，三次出戰奧運，在2000年悉尼奧運會及2004年雅典奧運會得到銀牌。個人方面，她在國際賽事中超過十次被選為最佳攻擊手。